# Erika Guetermann
Erika Guetermann (geborene Mitz; geboren am 2. Juli 1895 in Hamburg; gestorben am 25. Mai 1988 in Locarno) war eine deutsch-amerikanische Journalistin und Lyrikerin.

## Leben
Nach einer musikpädagogischen Ausbildung am Konservatorium in Hamburg studierte Guetermann Literatur, Kunstgeschichte und Philosophie in Hamburg und München. Von 1919 bis 1933 schrieb sie als Mitarbeiterin renommierter Hamburger Zeitungen in den Bereichen Film, Theater und Kunst. In dieser Zeit entstanden auch erste Gedichte, die sie in Zeitungen veröffentlichte.
1933 erhielt sie von den Nationalsozialisten Berufsverbot, 1935 wurde sie festgenommen und kam drei Monate lang in „Schutzhaft“ nach Fuhlsbüttel. 1938 konnte sie in die Vereinigten Staaten emigrieren, 1944 wurde sie amerikanische Staatsbürgerin. 1948 kehrte sie nach Deutschland zurück und arbeitete wieder als Journalistin in Hamburg. Ab 1950 lebte sie in New York und Ascona.
Ein erster Gedichtband Maschine und Magnolia erschien 1966, ein zweiter, Von Alpha bis Romeo, erschien 1979. Daneben übersetzte sie aus dem Amerikanischen und beteiligte sich an zahlreichen Anthologien.
Ein Nachlass befindet sich im Deutschen Literaturarchiv in Marbach am Neckar.

## Werke
- Maschine und Magnolia. Gedichte. Stuttgart 1966.
- Von Alpha bis Romeo. Gedichte. Lahnstein 1979.
- Mit unseren Füßen sind wir gestanden bei deinen Toren, Jerusalem (unveröffentlicht).

Übersetzungen
- Denise Levertov: Mit den Augen an unserm Hinterkopf. St. Gallen 1961.
- Lawrence Ferlinghetti: Ein Coney Island des inneren Karussells. Wiesbaden 1962.
- Lilian Ross: Hemingway – Ein Portrait. Wiesbaden 1963.